# Rejon nikolski (obwód wołogodzki)
Rejon nikolski (ros. Нико́льский райо́н, trb. Nikolskij rajon) – jednostka administracyjna w Rosji, w obwodzie wołogodzkim, z siedzibą w Nikolsku. 
W 2010 roku mieszkało w niej 22 414 osób.